# Christiane Demontès
Christiane Demontès, née le 14 mai 1954, est une personnalité politique française, membre du Parti socialiste.

## Biographie
Directrice de Centre d'information et d'orientation, Christiane Demontès est élue en 2003 première secrétaire de la fédération du Parti socialiste du Rhône après le congrès de Dijon. Réinvestie deux ans plus tard par les militants après le congrès du Mans où elle est également nommée secrétaire nationale du PS, chargée des relations Nord/Sud, elle met un terme à ces fonctions au congrès de Reims en novembre 2008, restant toutefois membre du conseil national.
Adjointe au maire de Saint-Priest de 1989 à 2004, elle est élue conseillère régionale de Rhône-Alpes en 1992, réélue en 1998 et 2004, fonction qu'elle occupe jusqu'en 2009. Elle est vice-présidente du conseil régional, chargée de la formation professionnelle et de l’apprentissage de 2004 à 2008.
En mars 2008, elle remporte les élections municipales à Saint-Fons, au second tour avec 51,07 % des voix, et devient maire de la ville. En octobre 2008, le tribunal administratif de Lyon annule ces élections et condamne la première secrétaire fédérale du PS à un an d'inéligibilité pour un dépassement de 4 000 euros dans ses comptes de campagne. Cependant, elle est finalement confirmée dans ses fonctions et accomplit son mandat de maire jusqu'en 2014.
Le 26 septembre 2004, Christiane Demontès est élue sénatrice du Rhône lors du renouvellement triennal du Sénat et entre en fonction le 1er octobre suivant. Le 29 avril 2014, elle est élue vice-présidente du Sénat en remplacement de Didier Guillaume, élu quelques jours plus tôt président du groupe socialiste de la haute assemblée. En septembre suivant, elle ne se représente pas aux élections sénatoriales.